# Mitrovdan
 (avril 2019).
Si vous disposez d'ouvrages ou d'articles de référence ou si vous connaissez des sites web de qualité traitant du thème abordé ici, merci de compléter l'article en donnant les références utiles à sa vérifiabilité et en les liant à la section « Notes et références ».
Mitrovdan correspond à la fête de Saint Dimitri, qui a lieu le 8 novembre selon le calendrier julien et le 26 octobre selon le calendrier grégorien.

## Déroulement
La fête de Mitrovdan comporte d'abord une partie liturgique, le rituel débutant par des louanges à saint Dimitri et se poursuivant par des prières d'intercession. Ensuite a lieu la partie festive, avec repas et partage du gâteau. 
Les Serbes la célèbrent comme une slava particulière en raison de l'importance populaire de saint Dimitri. Les Russes célèbrent cette fête sous le nom de « Дмитриев день » (Jour de Dimitri).